# Danagnara
Danagnara est une localité située dans le département de Kampti de la province du Poni dans la région Sud-Ouest au Burkina Faso.

## Géographie
Danagnara se trouve à environ 20 km au sud-est du centre de Kampti, le chef-lieu du département, à 10 km au nord-est de Passéna, ainsi qu'à 8 km au nord-est de la principale ville de la zone, Guirina.

## Santé et éducation
Le centre de soins le plus proche de Danagnara est le centre de santé et de promotion sociale (CSPS) de Passéna tandis que le centre médical est à Kampti et que le centre hospitalier régional (CHR) de la province se trouve à Gaoua.